# Dentalium octangulatum
Dentalium octangulatum is een Scaphopodasoort uit de familie van de Dentaliidae. De wetenschappelijke naam van de soort is voor het eerst geldig gepubliceerd in 1804 door Donovan.